# Candy feat.Mr. Blistah
『Candy feat.Mr. Blistah』為2006年1月18日發行的日本歌手倖田來未第25th單曲。

## 解說
- 12週單曲連發的第7彈，5萬張完全限定生產作品。單曲封面主題為非洲。

## 發行版本
- CD ONLY

## 曲目
1. Candy feat.Mr. Blistah
作詞：Kumi Koda Mr.Blistah 作曲/編曲：Daisuke“D.I”Imai
2. Candy feat.Mr. Blistah (Instrumental)

## 資料來源
日本維基百科 Candy feat.Mr. Blistah（页面存档备份，存于）